# Octomeria arcuata
Octomeria arcuata är en orkidéart som beskrevs av Robert Allen Rolfe. Octomeria arcuata ingår i släktet Octomeria och familjen orkidéer. Inga underarter finns listade i Catalogue of Life.